# Mértékegységek átszámítása
A Wikipédián, de az egész interneten keresve is gyakran találkozunk olyan mértékegységben megadott értékekkel, amelyek már elavultak, vagy hazánkban nem is (voltak) használatosak. Az alábbi szócikkben lévő táblázatok a pontos átszámítást segítik elő.

## Jelölések
| ≡          | definíció                     |
| =          | pontosan egyenlő              |
| ≈          | közelítőleg egyenlő           |
| (számjegy) | az ismétlődő számjegyek száma |

## Hosszúság
Hasonló fogalmak: távolság, átmérő, sugár, alakváltozás, mélység, magasság, helyzet
| Egység neve                           | Szimbólum          | Definíció                                                                        | Átszámítás SI-egységre                |
| ------------------------------------- | ------------------ | -------------------------------------------------------------------------------- | ------------------------------------- |
| ångström                              | Å                  |                                                                                  | ≡ 1.000·10−10 m = 0,1 nm              |
| csillagászati egység                  | CsE                |                                                                                  | = (149 597 870,691 ± 0,030) km        |
| atomi hosszegység                     | ae                 | ≡ a0                                                                             | ≈ (5,291 772 083·10−11 ± 19·10−20) m  |
| barley corn                           |                    | ≡ 1/3 in                                                                         | ≈ 8,466 667 mm                        |
| Bohr-sugár                            | a0; b              | ≡ α/(4πR∞)                                                                       | ≈ (5,291 772 083·10−11 ± 19·10−20) m  |
| cable length (kábelhossz) (Imperial)  |                    | ≡ 608 ft                                                                         | = 185,3184 m                          |
| cable length (kábelhosz) (Nemzetközi) |                    | ≡ 1/10 NM                                                                        | = 185,2 m                             |
| cable length (kábelhosz) (U.S.)       |                    | ≡ 720 ft                                                                         | = 219,456 m                           |
| kaliber                               | cal                | ≡ 0,01in -1                                                                      | = 0,254 mm                            |
| lánc (Gunter; földmérő)               | ch                 | ≡ 66 ft                                                                          | = 20,1168 m                           |
| lánc (Ramsden; mérnöki)               | ch                 | ≡ 100 ft                                                                         | = 30,48 m                             |
| cubit                                 |                    | ≡ 18 in                                                                          | = 0,4572 m                            |
| ell                                   | ell                | ≡ 45 in                                                                          | = 1,143 m                             |
| fathom                                | fm                 | ≡ 6 ft                                                                           | = 1,8288 m                            |
| fathom                                | fm                 | ≈ 1/1000 NM                                                                      | = 1,852 m                             |
| fermi                                 | fm                 | ≡ 1,000·10−15 m                                                                  | = 1,000·10−15 m                       |
| finger (ujj)                          |                    | ≡ 7/8 in                                                                         | = 22,225 mm                           |
| finger (ujj ruhánál)                  |                    | ≡ 4 ½ in                                                                         | = 0,1143 m                            |
| foot (láb) (Benoît)                   | ft (Ben)           |                                                                                  | ≈ 0,304 799 735 m                     |
| foot (láb) (Clarke)                   | ft (Cla)           |                                                                                  | ≈ 0,304 797 265 4 m                   |
| foot (láb) (Indiai)                   | ft Ind             |                                                                                  | ≈ 0,304 799 514 m                     |
| foot (láb) (Nemzetközi)               | ft                 | ≡ 1/3 yard                                                                       | = 0,3048 m                            |
| foot (láb) (Sear)                     | ft (Sear)          |                                                                                  | ≈ 0,304 799 47 m                      |
| foot (láb) (U.S. földmérési)          | ft (US)            | ≡ 1200/3937 m                                                                    | ≈ 0,304 800 610 m                     |
| furlong                               | fur                | ≡ 660 ft                                                                         | = 201,168 m                           |
| földrajzi mérföld                     | mi                 | ≡ 6082 ft                                                                        | = 1853,7936 m                         |
| hand (kéz)                            |                    | ≡ 4 in                                                                           | = 0,1016 m                            |
| inch (hüvelyk)                        | in                 | ≡ 1/36 yd                                                                        | = 25,4 mm                             |
| league                                | lea                | ≡ 3 mi                                                                           | = 4828,032 m                          |
| fénynap                               |                    | ≡ 24 fényóra                                                                     | = 2,590 206 837 12·1013 m             |
| fényóra                               |                    | ≡ 60 fényperc                                                                    | = 1,079 252 848 8·1012 m              |
| fényperc                              |                    | ≡ 60 fénymásodperc                                                               | = 1,798 754 748·1010 m                |
| fénymásodperc                         |                    |                                                                                  | ≡ 2,997 924 58·108 m                  |
| fényév                                | l.y.               | ≡ c0 × 86 400 × 365.25                                                           | = 9,460 730 472 580 8·1015 m          |
| line (vonal)                          | ln                 | ≡ 1/12 in (Klein 1988, 63)                                                       | ≈ 2,116 667 mm                        |
| link (Gunter; földmérő)               | lnk                | ≡ 1/100 ch                                                                       | = 0,201 168 m                         |
| link (Ramsden; mérnöki)               | lnk                | ≡ 1 ft                                                                           | = 0,3048 m                            |
| méter (SI-alapegység)                 | m                  | ≡ 1 m                                                                            | = 1 m                                 |
| mickey                                |                    | ≡ 1/200 in                                                                       | = 1,27·10−4 m                         |
| mikron                                | µ                  |                                                                                  | ≡ 1,000·10−6 m                        |
| mil; thou                             | mil                | ≡ 1,000·10−3 in                                                                  | = 2,54·10−5 m                         |
| mérföld                               | mi                 | ≡ 1760 yd = 5280 ft                                                              | = 1609,344 m                          |
| mérföld (U.S. földmérés)              | mi                 | ≡ 5280 ft (US)                                                                   | = 5280 × 1200/3937 m ≈ 1609,347 219 m |
| nail (köröm ruhánál)                  |                    | ≡ 2 ¼ in                                                                         | = 57,15 mm                            |
| tengeri league                        | NL; nl             | ≡ 3 NM                                                                           | = 5556 m                              |
| tengeri mérföld                       | NM; nm             |                                                                                  | ≡ 1852 m                              |
| tengeri mérföld (Admiralitás)         | NM (Adm); nm (Adm) | ≡ 6080 ft                                                                        | = 1853,184 m                          |
| pace                                  |                    | ≡ 2,5 ft                                                                         | = 0,762 m                             |
| tenyér                                |                    | ≡ 3 in                                                                           | = 76,2 mm                             |
| parszek                               | pc                 | ≈ 180 × 60 × 60/π CsE ≈ 206 264,806 25 CsE = (3,261 563 776 9 ± 6 ·10−10) fényév | = (3,085 677 581 3·1016 ± 6·106) m    |
| pont (amerikai betűméret)             | pt                 | ≡ 0,013837 in                                                                    | = 0,351 459 8 mm                      |
| pont (Didot; európai)                 | pt                 |                                                                                  | ≡ 0,376 065 mm                        |
| pont (metrikus)                       | pt                 | ≡ 3/8 mm                                                                         | = 0,375 mm                            |
| pont (PostScript)                     | pt                 | ≡ 1/72 in                                                                        | ≈ 0,352 778 mm                        |
| quarter                               |                    | ≡ ¼ yd                                                                           | = 0,2286 m                            |
| rod; pole; perch                      | rd                 | ≡ 16 ½ ft                                                                        | = 5,0292 m                            |
| kötél                                 | rope               | ≡ 20 ft                                                                          | = 6,096 m                             |
| span                                  |                    | ≡ 6 in                                                                           | = 0,1524 m                            |
| span (ruhánál)                        |                    | ≡ 9 in                                                                           | = 0,2286 m                            |
| spat[forrás?]                         | S                  | ≡ 1012 m                                                                         | = 1 Tm                                |
| stick (bot)                           |                    | ≡ 2 in                                                                           | = 50,8 mm                             |
| stigma; pm                            |                    | ≡ 1,000·10−12 m                                                                  | ≡ 1,000·10−12 m                       |
| távíró mérföld                        | mi                 | ≡ 6087 ft                                                                        | = 1855,3176 m                         |
| twip                                  | twp                | ≡ 1/1440 in                                                                      | ≈ 1,763 889·10−5 m                    |
| x egység; siegbahn                    | xu                 |                                                                                  | ≈ 1,0021·10−13 m                      |
| yard (Nemzetközi)                     | yd                 | ≡3 ft ≡ 0.9144 m                                                                 | = 0,9144 m                            |

## Terület
Hasonló fogalmak: felület, felszín, keresztmetszet
| Egység neve                   | Szimbólum | Definíció               | Átszámítás SI-egységekre   |
| ----------------------------- | --------- | ----------------------- | -------------------------- |
| acre                          | ac        | ≡ 10 sq ch = 4840 sq yd | = 4046,856 422 4 m²        |
| ár                            | a         |                         | ≡ 100 m²                   |
| barn                          | b         |                         | ≡ 10−28 m²                 |
| barony                        |           | ≡ 4000 ac               | = 1,618 742 568 96·107 m²  |
| board                         | bd        | ≡ 1 in × 1 ft           | = 7,741 92·10−3 m²         |
| circular inch                 | circ in   | ≡ π/4 in²               | ≈ 5,067 075·10−4 m²        |
| circular mil; circular thou   | circ mil  | ≡ π/4 mil²              | ≈ 5,067 075·10−10 m²       |
| cord                          |           | ≡ 192 bd                | = 1,486 448 64 m²          |
| dunam                         |           | ≡ 1000 m²               | = 1000 m²                  |
| hektár                        | ha        | ≡ 10 000 m²             | = 0,01 km²                 |
| hold                          | h         | = 1600 □-öl             | = 0,0058 km²               |
| hide                          |           | ≡ 100 ac                | = 4,046 856 422 4·105 m²   |
| rood                          | ro        | ≡ ¼ ac                  | = 1011,714 105 6 m²        |
| négyzetchain                  | sq ch     | ≡ 1 ch²                 | = 404,685 642 24 m²        |
| négyzetláb                    | sq ft     | ≡ 1 ft²                 | = 9,290 304·10−2 m²        |
| négyzethüvelyk                | sq in     | ≡ 1 in²                 | = 6,4516·10−4 m²           |
| négyzetkilométer              | km²       | ≡ 1 km²                 | = 106 m²                   |
| négyzetlink                   | sq lnk    | ≡ 1 lnk²                | = 4,046 856 422 4·10−2 m²  |
| négyzetméter (SI-egység)      | m²        | ≡ 1 m × 1 m             | = 1 m²                     |
| négyzetmil; square thou       | sq mil    | ≡ 1 mil²                | = 6,4516·10−10 m²          |
| négyzetmérföld                | sq mi     | ≡ 1 mi²                 | = 2,589 988 110 336·106 m² |
| négyzetrod/pole/perch         | sq rd     | ≡ 1 rd²                 | = 25,292 852 64 m²         |
| négyzet U.S. földmérő mérföld | sq mi     | ≡ 1 mi (US)²            | ≈ 2,589 998·106 m²         |
| négyzetyard                   | sq yd     | ≡ 1 yd²                 | = 0,836 127 36 m²          |
| township                      |           | ≡ 36 sq mi (US)         | ≈ 9,323 994·107 m²         |
| yardland                      |           | ≡ 30 ac                 | = 1,214 056 926 72·105 m²  |

## Térfogat
| Egység neve                          | Szimbólum     | Definíció                              | Átszámítás SI-egységre          |
| ------------------------------------ | ------------- | -------------------------------------- | ------------------------------- |
| köbméter (SI-egység)                 | m³            | ≡ 1 m × 1 m × 1 m                      |                                 |
| liter                                | l             |                                        | ≡ 1 dm³                         |
| lambda                               | λ             | ≡ 1 mm³                                | = 1 μl                          |
| drop (csepp) (metrikus)              |               | ≡ 1/20 ml                              | = 0,05 ml                       |
| minim (Imperial)                     | min           | ≡ 1/480 fl oz (Imp) = 1/60 fl dr (Imp) | ≈ 0,059 193 880 208 333 ml      |
| minim (U.S.)                         | min           | ≡ 1/480 US fl oz = 1/60 US fl dr       | = 0,061 611 519 921 875 ml      |
| drop (csepp) (U.S.) (alt)            | gtt           | ≡ 1/456 US fl oz                       | ≈ 0,064 854 231 ml              |
| drop (csepp) (Imperial) (alt)        | gtt           | ≡ 1/1824 gi (Imp)                      | ≈ 0,077 886 684 ml              |
| drop (csepp) (U.S.)                  | gtt           | ≡ 1/360 US fl oz                       | = 0,082 148 693 229 1(6) ml     |
| drop (csepp) (egészségügyi)          |               | ≡ 1/12 ml                              | = 0,08(3) ml                    |
| drop (csepp) (Imperial)              | gtt           | ≡ 1/288 fl oz (Imp)                    | = 0,098 656 467 013 (8) ml      |
| dash (U.S.)                          |               | ≡ 1/96 US fl oz = ½ US pinch           | = 0,308 057 599 609 375 ml      |
| dash (Imperial)                      |               | ≡ 1/384 gi (Imp) = ½ pinch (Imp)       | = 0,369 961 751 302 08(3) ml    |
| pinch (U.S.)                         |               | ≡ 1/48 US fl oz = 1/8 US tsp           | = 0,616 115 199 218 75 ml       |
| pinch (Imperial)                     |               | ≡ 1/192 gi (Imp) = 1/8 tsp (Imp)       | = 0,739 923 502 604 1(6) ml     |
| fluid scruple (Imperial)             | fl s          | ≡ 1/24 fl oz (Imp)                     | = 1,183 877 604 1(6) ml         |
| teáskanál (kanadai)                  | tsp           | ≡ 1/6 fl oz (Imp)                      | ≈ 4,735 510 416 667 ml          |
| teáskanál (U.S.)                     | tsp           | ≡ 1/6 US fl oz                         | = 4,928 921 595 ml              |
| teáskanál (metrikus)                 |               |                                        | ≡ 5 ml                          |
| teáskanál (Imperial)                 | tsp           | ≡ 1/24 gi (Imp)                        | = 5,919 388 020 8(3) ml         |
| desszertkanál (Imperial)             |               | ≡ 1/12 gi (Imp)                        | = 11,838 776 041 (6) ml         |
| evőkanál (Canadian)                  | tbsp          | ≡ ½ fl oz (Imp)                        | = 14,206 531 25 ml              |
| evőkanál (U.S.)                      | tbsp          | ≡ ½ US fl oz                           | = 14,786 764 782 5 ml           |
| evőkanál (metric)                    |               |                                        | ≡ 15 ml                         |
| köbhüvelyk                           | cu in         | ≡ 1 in³                                | = 16,387 064 ml                 |
| evőkanál (Imperial)                  | tbsp          | ≡ 5/8 fl oz (Imp)                      | = 17,758 164 062 5 ml           |
| pony                                 |               | ≡ 3/4 US fl oz                         | = 22,180 147 171 875 ml         |
| fluid ounce (Imperial)               | fl oz (Imp)   | ≡ 1/160 gal (Imp)                      | = 28,413 062 5 ml               |
| fluid ounce (U.S.)                   | fl oz (US)    | ≡ 1/128 gal (US)                       | = 29,573 529 562 5 ml           |
| shot                                 |               | ≡ 1 US fl oz                           | = 29,573 529 562 5 ml           |
| jigger                               |               | ≡ 1 ½ US fl oz                         | = 44,360 294 343 75 ml          |
| gill (U.S.)                          | gi (US)       | ≡ 4 US fl oz                           | = 118,294 118 25 ml             |
| gill (Imperial); Noggin              | gi (Imp); nog | ≡ 5 fl oz (Imp)                        | = 142,065 312 5 ml              |
| csésze (kanadai)                     | c (CA)        | ≡ 8 fl oz (Imp)                        | = 227,3045 ml                   |
| csésze (U.S.)                        | c (US)        | ≡8 US fl oz ≡ 1/16 gal (US)            | = 236,588 236 5 ml              |
| csésze (metric)                      | c             |                                        | ≡ 250 ml                        |
| breakfast cup                        |               | ≡ 10 fl oz (Imp)                       | = 284,130 625 ml                |
| pint (U.S. fluid)                    | pt (US fl)    | ≡ 1/8 gal (US)                         | = 473,176 473 ml                |
| pint (U.S. dry)                      | pt (US dry)   | ≡ 1/4 bu (US lvl)                      | = 0,550 610 471 357 5 l         |
| pint (Imperial)                      | pt (Imp)      | ≡ 1/8 gal (Imp)                        | = 0,568 261 25 l                |
| fifth                                |               | ≡ 1/5 US gal                           | = 0,757 082 356 8 L             |
| quart (U.S. fluid)                   | qt (US)       | ≡ 1/4 gal (US fl)                      | = 0,946 352 946 L               |
| quart (U.S. dry)                     | qt (US)       | ≡ 1/32 bu (US lvl) = ¼ gal (US dry)    | = 1,101 220 942 715 l           |
| quart (Imperial)                     | qt (Imp)      | ≡ ¼ gal (Imp)                          | = 1,136 522 5 l                 |
| pottle; quartern                     |               | ≡ ½ gal (Imp) = 80 fl oz (Imp)         | = 2,273 045 l                   |
| board-foot                           | fbm           | ≡ 144 cu in                            | = 2,359 737 216 L               |
| gallon (U.S. fluid; Wine)            | gal (US)      | ≡ 231 cu in                            | = 3,785 411 784 l               |
| gallon (U.S. dry)                    | gal (US)      | ≡ 1/8 bu (US lvl)                      | = 4,404 883 770 86 l            |
| gallon (Imperial)                    | gal (Imp)     | ≡                                      | = 4,546 09 l                    |
| beer gallon                          | beer gal      | ≡ 282 cu in                            | = 4,621 152 048 l               |
| peck (U.S. dry)                      | pk            | ≡ ¼ US lvl bu                          | = 8,809 767 541 72 l            |
| peck (Imperial)                      | pk            | ≡ 2 gal (Imp)                          | = 9,092 18 l                    |
| bucket (Imperial)                    | bkt           | ≡ 4 gal (Imp)                          | = 18,184 36 l                   |
| timber foot                          |               | ≡ 1 cu ft                              | = 28,316 846 592 l              |
| köbláb                               | cu ft         | ≡ 1 ft × 1 ft                          | = 28,316 846 592 l              |
| firkin                               |               | ≡ 9 gal (US)                           | = 34,068 706 056 l              |
| bushel (véka) (U.S. dry level)       | bu (US lvl)   | ≡ 2150,2 cu in                         | = 35,239 070 166 88 l           |
| bushel (véka) (Imperial)             | bu (Imp)      | ≡ 8 gal (Imp)                          | = 36,368 72 l                   |
| bushel (véka) (U.S. száraz púpozott) | bu (US)       | ≡ 1 ¼ bu (US lvl)                      | = 44,048 837 708 6 l            |
| strike (U.S.)                        |               | ≡ 2 bu (US lvl)                        | = 70,478 140 333 76 l           |
| strike (Imperial)                    |               | ≡ 2 bu (Imp)                           | = 72,737 44 l                   |
| kilderkin                            |               | ≡ 18 gal (Imp)                         | = 81,829 62 l                   |
| sack (U.S.)                          |               | ≡ 3 bu (US lvl)                        | = 105,717 210 500 64 l          |
| sack (zsák) (Imperial); bag          |               | ≡ 3 bu (Imp)                           | = 109,106 16 l                  |
| barrel (hordó) (U.S. dry)            | bl (US)       | ≡ 105 qt (US) = 105/32 bu (US lvl)     | = 115,628 198 985 075 l         |
| barrel (hordó) (U.S. fluid)          | fl bl (US)    | ≡ 31 ½ gal (US)                        | = 119,240 471 196 l             |
| coomb                                |               | ≡ 4 bu (Imp)                           | = 145,474 88 l                  |
| barrel (hordó) (kőolaj)              | bl            | ≡ 42 gal (US)                          | = 158,987 294 928 l             |
| barrel (hordó) (Imperial)            | bl (Imp)      | ≡ 36 gal (Imp)                         | = 163,659 24 l                  |
| hogshead (U.S.)                      | hhd (US)      | ≡ 2 fl bl (US)                         | = 238,480 942 392 l             |
| seam                                 |               | ≡ 8 bu (US lvl)                        | = 281.912 561 335 04 L          |
| quarter; pail                        |               | ≡ 8 bu (Imp)                           | = 290,949 76 l                  |
| hogshead (Imperial)                  | hhd (Imp)     | ≡ 2 bl (Imp)                           | = 327,318 48 l                  |
| cord-foot                            |               | ≡ 16 cu ft                             | = 0,453 069 545 472 m³          |
| butt, pipe                           |               | ≡ 126 gal (wine)                       | = 0,476 961 884 784 m³          |
| perch                                | per           | ≡ 16 ½ ft × 1 1/2 ft × 1 ft            | = 0,700 841 953 152 m³          |
| köbyard                              | cu yd         | ≡ 27 cu ft                             | = 0,764 554 857 984 m³          |
| ton                                  |               | ≡ 252 gal (wine)                       | = 0,953 923 769 568 m³          |
| víz ton                              |               | ≡ 28 bu (Imp)                          | = 1,018 324 16 m³               |
| rakomány ton                         |               | ≡ 40 cu ft                             | = 1,132 673 863 68 m³           |
| wey (U.S.)                           |               | ≡ 40 bu (US lvl)                       | = 1.409 562 806 675 2 m³        |
| load                                 |               | ≡ 50 cu ft                             | = 1,415 842 329 6 m³            |
| regiszter tonna                      |               | ≡ 100 cu ft                            | = 2,831 684 659 2 m³            |
| last                                 |               | ≡ 80 bu (Imp)                          | = 2,909 497 6 m³                |
| cord (firewood)                      |               | ≡ 8 ft × 4 ft                          | = 3,624 556 363 776 m³          |
| köbfathom                            | cu fm         | ≡ 1 fm × 1 fm × 1 fm                   | = 6,116 438 863 872 m³          |
| acre-inch                            |               | ≡ 1 ac × 1 in                          | = 102,790 153 128 96 m³         |
| acre-foot                            |               | ≡ 1 ac × 1 ft                          | = 1233,481 837 547 52 m³        |
| köbmérföld                           | cu mi         | ≡ 1 mi³                                | = 4,168 181 825 440 579 584 km³ |

## Szög
Hasonló fogalmak: elfordulás, szöghelyzet, fázis
| Egység neve         | Szimbólum | Definíció           | Átszámítás SI-egységre |
| ------------------- | --------- | ------------------- | ---------------------- |
| radián              | rad       |                     | (SI kiegészítő egység) |
| fok                 | °         | ≡ π/180 rad         | ≈ 17,453 293 mrad      |
| újfok; gradian; gon | g         | ≡ 2π/400 rad = 0,9° | ≈ 15,707 963 mrad      |
| ívperc              | '         | ≡ 1°/60             | ≈ 0,290 888 mrad       |
| tizedes ívperc      | '         | ≡ 1 gr/100          | ≈ 0,157 080 mrad       |
| ívmásodperc         | "         | ≡ 1°/3600           | ≈ 4,848 137 µrad       |
| tizedes ívmásodperc | "         | ≡ 1 gr/10000        | ≈ 1,570 796 µrad       |
| szög mil            | µ         | ≡ 2π/6400 rad       | ≈ 0,981 748 mrad       |
| sign                |           | ≡ 30°               | ≈ 0,523 599 rad        |
| oktáns              |           | ≡ 45°               | ≈ 0,785 398 rad        |
| sextáns             |           | ≡ 60°               | ≈ 1,047 198 rad        |
| kvadráns            |           | ≡ 90°               | ≈ 1,570 796 rad        |

## Térszög
| Egység neve | Szimbóluma | Definíció                                             | Átszámítás SI-egységre      |
| ----------- | ---------- | ----------------------------------------------------- | --------------------------- |
| szteradián  | sr         |                                                       | (SI kiegészítő egység)      |
| négyzetfok  | -          | 360 egység hosszú fökörű gömbfelület 1 területegysége | 1 négyzetfok = (2π/360)2 sr |

## Tömeg
| Egység neve                                   | Szimbólum       | Definíció                        | Átszámítás SI-egységre               |
| --------------------------------------------- | --------------- | -------------------------------- | ------------------------------------ |
| kilogramm                                     | kg              |                                  | (SI-alapegység)                      |
| elektron nyugalmi tömeg                       | me              |                                  | ≈ (9,109 381 88·10−31 ± 72·10−39) kg |
| tömeg atomi egysége                           | ae              | ≡ me                             | ≈ (9,109 381 88·10−31 ± 72·10−39) kg |
| dalton                                        | Da              |                                  | ≈ (1,660 902 10·10−27 ± 13·10−35) kg |
| gamma                                         | γ               |                                  | ≡ 1 μg                               |
| pont                                          |                 | ≡ 1/100 kt (metrikus)            | = 2 mg                               |
| mite                                          |                 | ≡ 1/20 gr                        | = 3,239 945 5 mg                     |
| mite (metric)                                 |                 | ≡ 1/20 g                         | = 50 mg                              |
| grain                                         | gr              |                                  | ≡ 64,798 91 mg                       |
| crith                                         |                 |                                  | ≈ 89,9349 mg                         |
| karát (metrikus)                              | kt              |                                  | ≡ 200 mg                             |
| karát                                         | kt              | ≡ 3 1/6 gr                       | ≈ 205,196 548 333 mg                 |
| sheet                                         |                 | ≡ 1/700 lb av                    | = 647,9891 mg                        |
| scruple (avoirdupois)                         | s av            | ≡ 20 gr                          | = 1,295 978 2 g                      |
| pennyweight                                   | dwt; pwt        | ≡ 1/20 oz t                      | = 1,555 173 84 g                     |
| dram (avoirdupois)                            | dr av           | ≡ 27 11/32 gr                    | = 1,771 845 195 312 5 g              |
| dram (gyógyszertári; troy)                    | dr t            | ≡ 60 gr                          | = 3,887 934 6 g                      |
| hyl (CGS egység)                              |                 | ≡ 1 gee × 1 g × 1 s²/m           | = 9.806 65 g                         |
| ounce (avoirdupois)                           | oz av           | ≡ 1/16 lb                        | = 28,349 523 125 g                   |
| assay ton (rövid)                             | AT              | ≡ 1 mg × 1 sh tn ÷ 1 oz t        | ≈ 29,166 667 g                       |
| uncia (gyógyszertári; troy)                   | oz t            | ≡ 1/12 lb t                      | = 31,103 476 8 g                     |
| assay ton (hosszú)                            | AT              | ≡ 1 mg × 1 long tn ÷ 1 oz t      | ≈ 32,666 667 g                       |
| márka                                         |                 | ≡ 8 oz t                         | = 248,827 814 4 g                    |
| font                                          | lb t            | ≡ 5760 grain                     | = 0,373 241 721 6 kg                 |
| font (avoirdupois)                            | lb av           | ≡ 7000 grain                     | = 0,453 592 37 kg                    |
| font (metrikus)                               |                 |                                  | ≡ 500 g                              |
| clove                                         |                 | ≡ 8 lb av                        | = 3,628 738 96 kg                    |
| stone                                         | st              | ≡ 14 lb av                       | = 6,350 293 18 kg                    |
| hyl (MKS egység)                              |                 | ≡ 1 gee × 1 kg × 1 s²/m          | = 9,806 65 kg                        |
| quarter (Imperial)                            |                 | ≡ 1/4 long cwt = 2 st = 28 lb av | = 12,700 586 36 kg                   |
| slug; geepound                                | slug            | ≡ 1 gee × 1 lb av × 1 s²/ft      | ≈ 14,593 903 kg                      |
| bag (Portland cement)                         |                 | ≡ 94 lb av                       | = 42,637 682 78 kg                   |
| rövid hundredweight; cental                   | sh cwt          | ≡ 100 lb av                      | = 45,359 237 kg                      |
| hosszú hundredweight                          | long cwt or cwt | ≡ 112 lb av                      | = 50,802 345 44 kg                   |
| bag (kávé)                                    |                 | ≡ 60 kg                          | = 60 kg                              |
| mázsa (metrikus)                              | q               |                                  | ≡ 100 kg                             |
| wey                                           |                 | ≡ 252 lb = 18 st                 | = 114,305 277 24 kg                  |
| hosszú quarter                                |                 | ≡ ¼ long tn                      | = 254,011 727 2 kg                   |
| kip                                           | kip             | ≡ 1000 lb av                     | = 453,592 37 kg                      |
| rövid ton                                     | sh tn           | ≡ 2000 lb                        | = 907,184 74 kg                      |
| tonna (méter-tonna-másodperc rendszer egysége | t               |                                  | ≡ 1000 kg                            |
| hosszú ton                                    | long tn or ton  | ≡ 2240 lb                        | = 1016,046 908 8 kg                  |
| barge                                         |                 | ≡ 22 ½ sh tn                     | = 20 411,656 65 kg                   |
| Zentner                                       | Ztr.            |                                  |                                      |

A tonna jelenleg is engedélyezett rendszeren kívüli mértékegység. A Giorgi-féle MKS-mértékegységrendszer kapcsolódó egysége (méter-kilogramm-szekundum)

## Idő
| Egység neve                       | Szimbólum | Definíció                                            | Átszámítás SI-egységre  |
| --------------------------------- | --------- | ---------------------------------------------------- | ----------------------- |
| másodperc                         | s         |                                                      | (SI-alapegység)         |
| Planck idő                        |           | ≡ √(Gℏ/c5)                                           | ≈ 1,351 211 818·10−43 s |
| atomi időegység                   | au        | ≡ a0/(α·c)                                           | ≈ 2,418 884 254·10−17 s |
| svedberg                          | S         | ≡ 10−13 s                                            | = 100 fs                |
| shake                             |           | ≡ 10−8 s                                             | = 10 ns                 |
| szigma                            |           | ≡ 10−6 s                                             | = 1 μs                  |
| jiffy                             |           | ≡ 1/60 s                                             | ≈ 16,666 667 ms         |
| jiffy (alternatív)                |           | ≡ 1/100 s                                            | ≈ 10 ms                 |
| helek                             |           | ≡ 1/1080 h                                           | ≈ 3,333333 s            |
| perc                              | min       | ≡ 60 s                                               | ≡ 60 s                  |
| momentum                          |           | ≡ 90 s                                               | ≡ 90 s                  |
| ke(hagyományos)                   |           | ≡ 1/100 d                                            | ≡ 864 s                 |
| negyed (óra)                      | ke        | ≡ 1/96 d                                             | ≡ 900 s                 |
| óra                               | h         | ≡ 60 min                                             | = 3600 s                |
| nap                               | d         | ≡ 24 h                                               | = 86 400 s              |
| hét                               | wk        | ≡ 7 d                                                | = 604 800 s             |
| fortnight                         |           | ≡ 2 wk                                               | = 1 209 600 s           |
| hónap (rövid)                     | mo        | ≡ 29 d                                               | = 2 505 600 s           |
| hónap                             | mo        | ≡ 30 d                                               | = 2 592 000 s           |
| hónap (teljes)                    | mo        | ≡ 31 d                                               | = 2 678 400 s           |
| év (naptári)                      | a vagy y  | ≡ 365 d                                              | = 31 536 000 s          |
| év (Gregorián)                    | a vagy y  | ≡ 365,2425 d                                         | = 31 556 952 s          |
| év (Julián)                       | a vagy y  | ≡ 365,25 d                                           | = 31 557 600 s          |
| sziderikus év                     | a vagy y  | ≡ 365,256363 d                                       | = 31 558 149,76 s       |
| Olimpiád                          |           | ≡ 4 365 napos év                                     | = 1,2614·108 s          |
| lustrum                           |           | ≡ 5 365 napos év                                     | = 1,5768·108 s          |
| octaeteris                        |           | ≡ 8 365 napos év                                     | = 2,522 88·108 s        |
| dekád                             |           | ≡ 10 365 napos év                                    | = 3,1536·108 s          |
| enneadecaeteris; Metonikus ciklus |           | ≡ 110 hó (rövid) + 125 hó (teljes) = 19 365 d-s a    | = 5,996 16·108 s        |
| Kallippikus ciklus                |           | ≡ 441 hó (rövid) + 499 hó (hosszú) = 76 365,25 d-s a | = 2,398377 6·109 s      |
| évszázad (naptári)                |           | ≡ 100 365 d-s év                                     | = 3,1536·109 s          |
| évszázad (Julián)                 |           | ≡ 100 365,25 d-s a                                   | = 3,155 76·109 s        |
| Hipparchikus ciklus               |           | ≡ 4 Kallippikus ciklus – 1 d                         | = 9,593 424·109 s       |
| millénium (naptári)               |           | ≡ 1000 365 d-s a                                     | = 3,1536·1010 s         |
| millénnium (Gregorián)            |           | ≡ 1000 365.2425 d-s a                                | = 3,155 695 2·1010 s    |
| millénnium (Julián)               |           | ≡ 1000 365.25 d-s a                                  | = 3,155 76·1010 s       |
| Szoth ciklus                      |           | ≡ 1461 365 d-s a                                     | = 4,607 409 6·1010 s    |

## Sebesség
| Egység neve                     | Szimbólum | Definíció                       | Átszámítás SI-egységre |
| ------------------------------- | --------- | ------------------------------- | ---------------------- |
| méter per másodperc (SI-egység) | m/s       |                                 | ≡ 1 m/s                |
| láb per óra                     | fph       | ≡ 1 ft/h                        | ≈ 8,466 667·10−5 m/s   |
| furlong per fortnight           |           | ≡ ½ fur/wk                      | ≈ 1,663 095·10−4 m/s   |
| hüvelyk per perc                | ipm       | ≡ 1 in/min                      | ≈ 4,23 333·10−4 m/s    |
| láb per perc                    | fpm       | ≡ 1 ft/min                      | = 5,08·10−3 m/s        |
| hüvelyk per másodperc           | ips       | ≡ 1 in/s                        | = 2,54·10−2 m/s        |
| kilométer per óra               | km/h      | ≡ 1 km/h                        | ≈ 2,777 778·10−1 m/s   |
| láb per másodperc               | fps       | ≡ 1 ft/s                        | = 3,048·10−1 m/s       |
| mérföld per óra                 | mph       | ≡ 1 mi/h                        | = 0,447 04 m/s         |
| csomó                           | kn        | ≡ 1 NM/h = 1,852 km/h           | ≈ 0,514 444 m/s        |
| csomó (Admiralitás)             | kn        | ≡ 1 NM (Adm)/h = 1,853 184 km/h | ≈ 0,514 773 m/s        |
| mérföld per perc                | mpm       | ≡ 1 mi/min                      | = 26,8224 m/s          |
| mérföld per másodperc           | mps       | ≡ 1 mi/s                        | = 1,609 344 km/s       |
| fénysebesség vákuumban          | c         |                                 | ≡ 2,997 924 58·108 m/s |

## Gyorsulás
| Egység neve                             | Szimbólum | Definíció    | Átszámítás SI-egységre |
| --------------------------------------- | --------- | ------------ | ---------------------- |
| méter per másodperc négyzet (SI-egység) | m/s²      |              | ≡ 1 m/s²               |
| láb per óra per másodperc               | fph/s     | ≡ 1 ft/h·s   | ≈ 8,466 667·10−5 m/s²  |
| hüvelyk per perc per másodperc          | ipm/s     | ≡ 1 in/min·s | ≈ 4,233 333·10−4 m/s²  |
| láb per perc per másodperc              | fpm/s     | ≡ 1 ft/min·s | = 5,08·10−3 m/s²       |
| galileo                                 | Gal       | ≡ 1 cm/s²    | = 10−2 m/s²            |
| hüvelyk per másodperc négyzet           | ips²      | ≡ 1 in/s²    | = 2,54·10−2 m/s²       |
| láb per másodperc négyzet               | fps²      | ≡ 1 ft/s²    | = 3,048·10−1 m/s²      |
| mérföld per óra per másodperc           | mph/s     | ≡ 1 mi/h·s   | = 4,4704·10−1 m/s²     |
| csomó per másodperc                     | kn/s      | ≡ 1 kn/s     | ≈ 5,144 444·10−1 m/s²  |
| szabványos földi nehézségi gyorsulás    | g         |              | ≡ 9,806 65 m/s²        |
| mérföld per minute per second           | mpm/s     | ≡ 1 mi/min·s | = 26.8224 m/s²         |
| mérföld per másodperc négyzet           | mps²      | ≡ 1 mi/s²    | = 1,609 344·103 m/s²   |

## Erő
Hasonló fogalmak: súly, súlyerő
| Egység neve                     | Szimbólum       | Definíció     | Átszámítás SI-egységre      |
| ------------------------------- | --------------- | ------------- | --------------------------- |
| newton (SI-egység)              | N               | ≡ kg·m/s²     |                             |
| erő atomi egysége               | au              | ≡ me·α²·c²/a0 | ≈ 8,238 722 241·10−8 N      |
| din (cgs unit)                  | din             | ≡ g·cm/s²     | ljm = 10−5 N                |
| g                               |                 | ≡ g × 1 g     | = 9,806 65 mN               |
| poundal                         | pdl             | ≡ 1 lb·ft/s²  | = 0,138 254 954 376 N       |
| uncia-súly                      | ozf             | ≡ g × 1 oz    | = 0,278 013 850 953 781 2 N |
| font-súly                       | lbf             | ≡ g × 1 lb    | = 4,448 221 615 260 5 N     |
| kilogramm-súly; kilopond; grave | kgf; kp         | ≡ g × 1 kg    | = 9,806 65 N                |
| sthene (mts unit)               | sn              | ≡ 1 t·m/s²    | = 1 kN                      |
| kip; kip-sűly                   | kip; kipf; klbf | ≡ g × 1000 lb | = 4,448 221 615 260 5 kN    |
| ton-súly                        | tnf             | ≡ g × 1 sh tn | = 8,896 443 230 521 kN      |

## Nyomás vagy mechanikai feszültség
| Egység neve                          | Szimbólum | Definíció                            | Átszámítás SI-egységre            |
| ------------------------------------ | --------- | ------------------------------------ | --------------------------------- |
| pascal (SI-egység)                   | Pa        | ≡ N/m²                               | = kg/(m·s²)                       |
| barye (cgs egység)                   |           | ≡ 1 dyn/cm²                          | = 0,1 Pa                          |
| poundal per négyzet láb              | pdl/sq ft | ≡ 1 pdl/sq ft                        | ≈ 1,488 164 Pa                    |
| vízoszlop milliméter (3,98 °C)       | mmH2O     | ≈ 999,972 kg/m³ × 1 mm × g           | = 9,806 38 Pa (= 0,999972 kgf/m²) |
| font per négyzetláb                  | psf       | ≡ 1 lb/sq ft × g                     | ≈ 47,880 259 Pa                   |
| Vízoszlop centiméter (3,98 °C)       | cmH2O     | ≈ 999,972 kg/m³ × 1 cm × g           | = 98,0638 Pa                      |
| torr                                 | torr      | ≡ 101 325/760 Pa                     | ≈ 133,322 368 4 Pa                |
| higanymilliméter                     | mmHg      | ≡ 13 595,1 kg/m³ × 1 mm × g ≈ 1 torr | = 133,322 387 415 Pa              |
| vízoszlop hüvelyk (3,98 °C)          | inH2O     | ≈ 999,972 kg/m³ × 1 in × g           | = 249,082 Pa                      |
| pièze (mts egység)                   | pz        | ≡ 1000 kg/m·s²                       | = 1 kPa                           |
| higanycentiméter                     | cmHg      | ≡ 13 595,1 kg/m³ × 1 cm × g          | = 1,333 223 874 15 kPa            |
| vízoszlop láb (3,98 °C)              | ftH2O     | ≈ 999,972 kg/m³ × 1 ft × g           | = 2,988 98 kPa                    |
| higanyhüvelyk                        | inHg      | ≡ 13 595,1 kg/m³ × 1 in × g          | = 3,386 388 640 341 kPa           |
| font per négyzethüvelyk              | psi       | ≡ 1 lb × g / 1 sq in                 | ≈ 6,894 757 kPa                   |
| higanyláb                            | ftHg      | ≡ 13 595,1 kg/m³ × 1 ft × g          | = 40,636 663 684 091 9 kPa        |
| rövidton per négyzetláb              |           | ≡ 1 sh tn × g / 1 sq ft              | ≈ 95,760 518 kPa                  |
| atmoszféra (technikai)               | atm       | ≡ 1 kgf/cm²                          | = 98,0665 kPa                     |
| bár                                  | bar       |                                      | ≡ 105 Pa                          |
| atmoszféra (szabványos)              | atm       |                                      | ≡ 101 325 Pa                      |
| kip per négyzethüvelyk               | ksi       | ≡ 1 kipf/sq in                       | ≈ 6,894757 MPa                    |
| kilogramm-súly per négyzetmilliméter | kgf/mm²   | ≡ 1 kgf/mm²                          | = 9,806 65 MPa                    |

## Energia, munka vagy hő
Hasonló fogalmak: entalpia, belső energia, energiatartalom (a táplálkozástudományban), fogyasztás (az energetikában)
| Egység neve                                         | Szimbólum      | Definíció                                             | Átszámítás SI-egységre        |
| --------------------------------------------------- | -------------- | ----------------------------------------------------- | ----------------------------- |
| joule (SI-egység)                                   | J              | ≡ N·m = W·s = V·A·s                                   | = kg·m²/s²                    |
| elektronvolt                                        | eV             | ≡ e × 1 V                                             | ≈ 1,602 176·10−19 J           |
| rydberg                                             | Ry             | ≡ R∞·ℎ·c                                              | ≈ 2,179 872·10−18 J           |
| hartree                                             | Eh             | ≡ me·α²·c² (= 2 Ry)                                   | ≈ 4,359 744·10−18 J           |
| energia atomi egysége                               | au             | ≡ Eh ≈ 4,359 744·10−18 J                              |                               |
| erg (cgs egység)                                    | erg            | ≡ 1 g·cm²/s²                                          | = 10−7 J                      |
| láb-poundal                                         | ft pdl         | ≡ 1 lb·ft²/s²                                         | = 4,214 011 009 380 48·10−2 J |
| atmoszféra köbcentiméter; standard cubic centimetre | cc atm; scc    | ≡ 1 atm × 1 cm³                                       | = 0,101 325 J                 |
| hüvelyk–font súly                                   | in lbf         | ≡ g × 1 lb × 1 in                                     | = 0,112 984 829 027 616 7 J   |
| láb–font súly                                       | ft lbf         | ≡ g × 1 lb × 1 ft                                     | = 1,355 817 948 331 400 4 J   |
| kalória (20 °C)                                     | cal20 °C       |                                                       | ≈ 4,1819 J                    |
| kalória (termokémiai)                               | calth          |                                                       | ≡ 4,184 J                     |
| kalória (15 °C)                                     | cal15 °C       |                                                       | ≡ 4,1855 J                    |
| kalória (nemzetközi táblázat)                       | calIT          |                                                       | ≡ 4,1868 J                    |
| kalória (átlagos)                                   | calmean        |                                                       | ≈ 4,190 02 J                  |
| kalória (3,98 °C)                                   | cal3,98 °C     |                                                       | ≈ 4,2045 J                    |
| liter–atmoszféra                                    | l atm; sl      | ≡ 1 atm × 1 L                                         | = 101,325 J                   |
| gallon-atmoszféra (U.S.)                            | US gal atm     | ≡ 1 atm × 1 gal (US)                                  | = 383,556 849 013 8 J         |
| gallon-atmoszféra (Imperial)                        | US gal atm     | ≡ 1 atm × 1 gal (Imp)                                 | = 460,632 569 25 J            |
| British thermal unit (termokémiai)                  | BTUth          | ≡ 1 lb/g × 1 calth × 1 °F/°C = 9,489 152 380 4 ÷ 9 kJ | ≈ 1,054 350 kJ                |
| British thermal unit (ISO)                          | BTUISO         |                                                       | ≡ 1,0545 kJ                   |
| British thermal unit (63 °F)                        | BTU63 °F       |                                                       | ≈ 1,0546 kJ                   |
| British thermal unit (60 °F)                        | BTU60 °F       |                                                       | ≈ 1,054 68 kJ                 |
| British thermal unit (59 °F)                        | BTU59 °F       |                                                       | ≡ 1,054 804 kJ                |
| British thermal unit (International Table)          | BTUIT          | ≡ 1 lb/g × 1 calIT × 1 °F/°C                          | = 1,055 055 852 62 kJ         |
| British thermal unit (átlagos)                      | BTUmean        |                                                       | ≈ 1.055 87 kJ                 |
| British thermal unit (39 °F)                        | BTU39 °F       |                                                       | ≈ 1,059 67 kJ                 |
| Celsius hőegység (nemzetközi táblázat)              | CHUIT          | ≡ 1 BTUIT × 1 °C/°F                                   | = 1,899 100 534 716 kJ        |
| köbláb atmoszféra                                   | cu ft atm; scf | ≡ 1 atm × 1 ft³                                       | = 2,869 204 480 934 4 kJ      |
| kilokalória;                                        | kcal; Cal      | ≡ 1000 calIT                                          | = 4,1868 kJ                   |
| köbyard atmoszféra                                  | cu yd atm; scy | ≡ 1 atm × 1 yd³                                       | = 77,468 520 985 228 8 kJ     |
| köbláb földgáz                                      |                | ≡ 1000 BTUIT                                          | = 1,055 055 852 62 MJ         |
| lóerőóra                                            | hp·h           | ≡ 1 hp × 1 h                                          | = 2,6845 MJ                   |
| kilowattóra;                                        | kW·h; B.O.T.U. | ≡ 1 kW × 1 h                                          | = 3,6 MJ                      |
| thermie                                             | th             | ≡ 1 McalIT                                            | = 4,1868 MJ                   |
| therm (U.S.)                                        |                | ≡ 100 000 BTU59 °F                                    | = 105,4804 MJ                 |
| therm (E.C.)                                        |                | ≡ 100 000 BTUIT                                       | = 105,505 585 262 MJ          |
| TNTtonna                                            | tTNT           | ≡ 1 Gcalth                                            | = 4,184 GJ                    |
| olaj ekvivalens hordó                               | bboe           | ≈ 5,8 MBTU59 °F                                       | ≈ 6,12 GJ                     |
| szén ekvivalens tonna                               | TCE            | ≡ 7 Gcalth                                            | = 29,3076 GJ                  |
| olaj ekvivalens tonna                               | TOE            | ≡ 10 Gcalth                                           | = 41,868 GJ                   |
| quad                                                |                | ≡ 1015 BTUIT                                          | = 1,055 055 852 62 EJ         |

## Teljesítmény
Hasonló fogalmak: teljesítőképesség, energia-áram
| Egység neve                              | Szimbólum  | Definíció                           | Átszámítás SI-egységre         |
| ---------------------------------------- | ---------- | ----------------------------------- | ------------------------------ |
| watt (SI-egység)                         | W          | ≡ J/s = N·m/s                       | = kg·m2/s3                     |
| lusec                                    | lusec      | ≡ 1 L·µmHg/s                        | ≈ 1,333·10−4 W                 |
| láb–fontsúly per óra                     | ft lbf/h   | ≡ 1 ft lbf/h                        | ≈ 3,766 161·10−4 W             |
| atmoszféra köbcentiméter per perc        | atm ccm    | ≡ 1 atm × 1 cm³/min                 | = 1,688 75·10−3 W              |
| láb–fontsúly per perc                    | ft lbf/min | ≡ 1 ft lbf/min                      | = 2,259 696 580 552 334·10−2 W |
| atmoszféra–köbcentiméter per másodperc   | atm ccs    | ≡ 1 atm × 1 cm³/s                   | = 0,101 325 W                  |
| BTU (nemzetközi) per óra                 | BTUIT/h    | ≡ 1 BTUIT/h                         | ≈ 0,293 071 W                  |
| atmoszféra–köbláb per óra                | atm cfh    | ≡ 1 atm × 1 cu ft/h                 | = 0,797 001 244 704 W          |
| láb-fontsúly per másodperc               | ft lbf/s   | ≡ 1 ft lbf/s                        | = 1,355 817 948 331 400 4 W    |
| liter-atmoszféra per perc                | l·atm/min  | ≡ 1 atm × 1 L/min                   | = 1,688 75 W                   |
| kalória (nemzetközi) per másodperc       | calIT/s    | ≡ 1 calIT/s                         | = 4,1868 W                     |
| BTU (nemzetközi) per perc                | BTUIT/min  | ≡ 1 BTUIT/min                       | ≈ 17,584 264 W                 |
| atmoszféra-köbláb per perc               | atm·cfm    | ≡ 1 atm × 1 cu ft/min               | = 47,820 074 682 24 W          |
| négyzetláb ekvivalens közvetlen sugárzás | sq ft EDR  | ≡ 240 BTUIT/h                       | ≈ 70,337 057 W                 |
| liter-atmoszféra per másodperc           | l·atm/s    | ≡ 1 atm × 1 L/s                     | = 101,325 W                    |
| lóerő (metric)                           | LE (hp)    | ≡ 75 m kgf/s                        | = 735,498 75 W                 |
| lóerő (európai elektromos)               | LE (hp)    | ≡ 75 kp·m/s                         | = 736 W                        |
| lóerő (Imperial gépész)                  | LE (hp)    | ≡ 550 ft lbf/s                      | = 745,699 871 582 270 22 W     |
| lóerő (Imperial elektromos)              | LE (hp)    |                                     | ≡ 746 W                        |
| ton klimatizált levegő                   |            | ≡ 1 t × 1005 J/kg × 1 °F/K ÷ 10 min | = 844,2 W                      |
| poncelet                                 | p          | ≡ 100 m kgf/s                       | = 980,665 W                    |
| BTU (nemzetközi) per másodperc           | BTUIT/s    | ≡ 1 BTUIT/s                         | = 1,055 055 852 62·103 W       |
| atmoszféra-cubic láb per másodperc       | atm cfs    | ≡ 1 atm × 1 cu ft/s                 | = 2,869 204 480 934 4·103 W    |
| ton hűtés (IT)                           |            | ≡ 1 BTUIT × 1 sh tn/lb ÷ 10 min/s   | ≈ 3,516 853·103 W              |
| ton hűtés (Imperial)                     |            | ≡ 1 BTUIT × 1 lng tn/lb ÷ 10 min/s  | ≈ 3,938 875·103 W              |
| kazán lóerő                              | bhp        | ≈ 34,5 lb/h × 970,3 BTUIT/lb        | ≈ 9,810 657·103 W              |

## Perdület
| Egység neve            | Szimbólum | Definíció  | Átszámítás SI-egységre    |
| ---------------------- | --------- | ---------- | ------------------------- |
| SI-egység              | J·s       |            | ≡ kg·m²/s                 |
| perdület atomi egysége | au        | ≡ ℏ = ℎ/2π | ≈ 1.054 571 596·10−34 J·s |
| cgs egység             | erg·s     |            | = 10−7 J·s                |

## Elektromos áramerősség
| Egység neve                                  | Szimbólum | Definíció        | Átszámítás SI-egységre |
| -------------------------------------------- | --------- | ---------------- | ---------------------- |
| amper                                        | A         |                  | (SI-alapegység)        |
| esu per másodperc; statampere (cgs unit)     | esu/s     | ≡ (0.1 A·m/s) /c | ≈ 3,335 641·10−10 A    |
| elektromágneses egység; abamper (cgs egység) | abamp     |                  | ≡ 10 A                 |

## Elektromos töltés
| Egység neve                                                 | Szimbólum      | Definíció      | Átszámítás SI-egységre  |
| ----------------------------------------------------------- | -------------- | -------------- | ----------------------- |
| coulomb (SI-egység)                                         | C              |                | ≡ A·s                   |
| töltés atomi egysége                                        | au             | ≡ e            | ≈ 1,602 176 462·10−19 C |
| statcoulomb; franklin; elektrosztatikus egység (cgs egység) | statC; Fr; esu | ≡ (0,1 A·m) /c | ≈ 3,335 641·10−10 C     |
| abcoulomb; elektromágneses egység (cgs egység)              | abC; emu       |                | ≡ 10 C                  |
| faraday                                                     | F              | ≡ 1 mol × NA·e | ≈ 96 485 3383 C         |

## Villamos feszültség
Hasonló fogalmak: elektromos potenciál, potenciálkülönbség, feszültségkülönbség
| Egység neve           | Szimbólum | Definíció       | Átszámítás SI-egységre |
| --------------------- | --------- | --------------- | ---------------------- |
| volt (SI-egység)      | V         |                 | ≡ kg·m²/(A·s³)         |
| abvolt (cgs egység)   | abV       |                 | ≡ 1·10−8 V             |
| statvolt (cgs egység) | statV     | ≡ c· (1 μJ/A·m) | = 299.792 458 V        |

Téves tükörfordítása: elektromotoros erő. Néha a feszültségforrás terheletlen (üresjárási) feszültségével azonosítják. Téves a Voltage megnevezés is; helyesen: electric potential difference

## Elektromos ellenállás
| Egység neve     | Szimbólum | Definíció | Átszámítás SI-egységre |
| --------------- | --------- | --------- | ---------------------- |
| ohm (SI-egység) | Ω         | ≡ V/A     | = kg·m²/(A²·s³)        |

## Dinamikus viszkozitás
| Egység neve                  | Szimbólum | Definíció | Átszámítás SI-egységre |
| ---------------------------- | --------- | --------- | ---------------------- |
| pascal másodperc (SI-egység) | Pa·s      | ≡ N·s/m²  | = kg/m·s               |
| poise (cgs egység)           | P         |           | ≡ 10−1 Pa·s            |

## Kinematikai viszkozitás
| Egység neve         | Szimbólum | Definíció | Átszámítás SI-egységre |
| ------------------- | --------- | --------- | ---------------------- |
| SI-egység           | m²/s      |           | ≡ m²/s                 |
| stokes (cgs egység) | St        |           | ≡ 10−4 m²/s            |

## Információ entrópia
| Egység neve         | Szimbólum  | Definíció     | Átszámítás SI-egységre      |
| ------------------- | ---------- | ------------- | --------------------------- |
| SI-egység           | J/K        |               | ≡ 1 J/K                     |
| nat; nip; nepit     | nat        | ≡ kB          | = 1,3806505(23) × 10−23 J/K |
| bit; shannon        | bit; b; Sh | ≡ ln(2) × kB  | = 9,569940(16) × 10−24 J/K  |
| ban; hartley        | ban; Hart  | ≡ ln(10) × kB | = 3,1790653(53) × 10−23 J/K |
| nibble              |            | ≡ 4 bit       | = 3,8279760(64) × 10−23 J/K |
| byte                | B          | ≡ 8 bit       | = 7,655952(13) × 10−23 J/K  |
| kilobyte (kibibyte) | kB; KiB    | ≡ 1024 Byte   | = 7,839695(13) × 10−23 J/K  |

## Hőmérséklet
| Egység neve    | Szimbólum | Definíció                   | Átszámítás SI-egységre      |
| -------------- | --------- | --------------------------- | --------------------------- |
| Kelvin         | K         | SI-alapegység               | T[K] = T[°C] + 273,15       |
| Celsius fok    | °C        | T[°C] = T[K] − 273,15       |                             |
| Rankine fok    | °R; °Ra   | T[°Ra] = 1,8 × T[K]         |                             |
| Fahrenheit fok | °F        | T[°F] = T[K] × 1,8 − 459,67 | T[°F] = T[°C] × 9/5 + 32    |
| Delisle fok    | °De       |                             | T[K] = 373,15 − [°De] × 2⁄3 |